# Fritz Riess
Fritz Riess (né le 11 juillet 1922, décédé le 15 mai 1991) est un pilote automobile allemand.
Il commence la compétition automobile en 1949, enchaînant alors quelques succès et podiums pour voitures de Sport 2L. avec son Holbein (de) HH47 (1949) puis sa Veritas RS (1950 à 1952), remportant au passage la côte de Schauinsland en 1950.
En 1952, il participe à ses premières 24 Heures du Mans, qu'il remporte aux côtés de Hermann Lang au volant d'une Mercedes-Benz 300 SL. La même année, il prend le départ de son unique Grand Prix de Formule 1. Cela se passe sur le Nürburgring à l'occasion du Grand Prix automobile d'Allemagne. Il finit septième, au volant d'une Veritas-BMW et ne marque aucun point, car les pilotes devaient finir dans les cinq premiers pour en obtenir.
En 1953, il prend part à la 21e édition des 24 Heures du Mans avec pour équipier Karl Kling, au volant d'une Alfa Romeo 6C/3000 CM. Ils abandonneront après 133 tours de course.
Il se retire durant la saison 1957.